# Santiso (Lalín)
Santiso (oficialmente San Román de Santiso) es una parroquia española del municipio de Lalín, perteneciente a la provincia de Pontevedra, en la comunidad autónoma de Galicia.

## Historia
Hacia mediados del siglo XIX, el lugar, ya por entonces perteneciente a Lalín, tenía contabilizada una población de 180 habitantes. Aparece descrito en el decimotercer volumen del Diccionario geográfico-estadístico-histórico de España y sus posesiones de Ultramar de Pascual Madoz con las siguientes palabras:

SANTISO (San Roman): felig. en la prov. de Pontevedra (10 leg.), part. jud. y ayunt. de Lalin, de Lugo; sit. en el camino de Chapa á Lugo, con libre ventilacion y clima frio y saludable. Tiene 37 casas en las ald. de Iglesia, Porrál, Riba, Santiso de Fondo, Seijo, Vila y Vilariño. La igl. parr. (San Roman) está servida por un cura de provision ordinaria en concurso. Confina por N. parr. de Meijome; Filgueira al S.; y Bendoiro por SO. El terreno es de mediana calidad. prod.: centeno, algun trigo y maiz, patatas leña y pastos: hay ganado lanar y cabrio y caza de perdices, conejos y liebres. pobl.: 37 vec. 180 alm. contr. con su ayunt. (V.).
(Madoz, 1849, p. 838)

En 2022, tenía empadronados 221 habitantes.